# Разумник
Разу́мник — мужское русское личное имя старославянского происхождения; является калькой с др.-греч. Συνετός (Синето́с) или др.-греч. Συνέσιος (Синезий) «благоразумный». «Συνετός» — имя раннехристианского святого — Разумника Римского (III век), память которого совершается 12 (25) декабря. Как отмечает Ф. Б. Успенский, наряду с именами Вера, Надежда, Любовь и именем Лев, имя Разумник представляет собой редкий случай перевода собственного имени (с греческого). Согласно «Словарю ударений для работников радио и телевидения» ударение на второй слог.